# ماري سكوداك كريسي
ماري سكوداك كريسي (10 يناير 1910 – 5 ديسمبر 2000) كانت عالمة نفسية تنموية أمريكية تخصصت في اختبار الذكاء وإدارة خدمة علم النفس المدرسي والتعليم الخاص. قامت بتأليف العديد من الكتب والمقالات حول هذه الموضوعات، وغالبًا ما تم الاستشهاد بعملها في البحث حول تنمية الأطفال وذكائهم فيما يتعلق بالتبني ورعاية الأطفال. كانت عضوًا نشطًا في العديد من أقسام جمعية علم النفس الأمريكية وشغلت منصب رئيس قسم استشارات علم النفس وقسم التخلف العقلي (الآن قسم الإعاقات الفكرية والتنموية).  
كانت مهتمة في الغالب بالبحث عن كيفية تأثر النمو العقلي للطفل بسبب التغيير الكبير في بيئته، سواء كان ذلك من خلال التبني أو من خلال استخدام التربية الخاصة.
ولدت ماري سكوداك كريسي ماري باولا سكوداك في 10 يناير 1910 في لورين بولاية أوهايو .   كان والداها مدرسين ومهاجرين حديثًا من المجر. طورت ماري سكوداك اهتمامًا بالكيمياء وعلم النفس ، وحصلت على درجة جامعية في التدريس ودرجة الماجستير في علم النفس الإكلينيكي من جامعة ولاية أوهايو في عام 1931. كان معلمها هنري جودارد . على الرغم من تأثير نظرة جودارد الوراثية للتطور الفكري، فقد تبنت وجهة نظر الحتمية البيئية أثناء متابعتها لنيل درجة الدكتوراه في علم النفس التنموي من جامعة أيوا . هنا قابلت عالم النفس الصناعي أورلو كريسي، الذي تزوجته لاحقًا في عام 1966. انضمت إلى جمعية التكريم سيجما Xi في عام 1937.  حصلت ماري سكوداك على درجة الدكتوراه في عام 1938. 
بعد حصولها على الدكتوراه من جامعة أيوا، شغلت منصب مساعدة مدير مركز التوجيه في فلينت بولاية ميشيغان. بدأت في إنشاء برامج التوجيه والإرشاد في المدارس الثانوية في جميع أنحاء الولاية.
أثناء دراستها في ولاية أيوا، عملت كريسي في مجلس مراقبة ولاية أيوا تحت إشراف عالم النفس هارولد إم سكيلز، الذي ستجري معه الكثير من أبحاثها، وكطبيبة نفسية مساعدة للولاية.   خلال هذا الوقت ، أجرت تقييمات نفسية للأطفال قبل التبني من أجل مطابقتهم مع أسرهم بالتبني.  بعد حصولها على درجة الدكتوراه، بدأت العمل كمساعدة مخرج، وفي عام 1942 كمديرة مركز توجيه فلينت، في فلينت بولاية ميشيغان. خلال هذا الوقت عملت في عيادة خاصة، لتصبح واحدة من اثنين من علماء النفس والمرأة الوحيدة في الولاية التي تقوم بذلك. أصبحت فيما بعد مديرة قسم الخدمات النفسية في مدارس ديربورن، في ديربورن بولاية ميشيغان عام 1948.  في هذا الدور ، أشرفت كريسي على تقييم وتعليم الأطفال ذوي الاحتياجات الخاصة، وساعدت في دمج الأطفال الذين كانوا في السابق غير قادرين على التعلم في الفصول الدراسية. 
علاوة على ذلك ، كانت مسؤولة عن تنظيم الخدمات السريرية للأخصائيين الاجتماعيين وكذلك الأخصائيين النفسيين لكل من المدارس، وكذلك الأشخاص الذين يعيشون في المنطقة. كما قامت كريسي بتدريس فصول دراسية في فرع الإرشاد، وكذلك المدرسة الصيفية لجامعة ميشيغان. درست هناك لمدة 15 عامًا.
بحلول الوقت الذي انتهت فيه الحرب العالمية الثانية، تركت كريسي منصبها كمخرجة من أجل فتح عيادة خاصة بها.
واصلت البناء على دراساتها البحثية السابقة وبدأت بعض المشاريع الجديدة. تضمنت بعض أعمالها الجديدة العمل على تقييمات إعادة التأهيل المهني، بالإضافة إلى صعوبات التعلم، وبعض المشكلات السلوكية، والعمى، بالإضافة إلى العمل على التقييمات والاستشارات أيضا.
شغلت ماري سكوداك كريسي مناصب إدارية عليا، وكانت واحدة من النساء القلائل اللائي حصلن على هذا المنصب بشكل منتظم. كانت رئيس قسم الاستشارات النفسية، وكذلك قسم الإعاقات الفكرية والتنموية. مناصب حصلت عليها من قبل جمعية علم النفس الأمريكية من عام 1938 وما بعده. علاوة على ذلك، في عام 1968، حصلت ماري سكوداك كريسي، إلى جانب سكيلز، على جائزة جوزيف ب. كينيدي للأبحاث في التخلف العقلي. كما حصلت على جائزة عام 1972، وهي جائزة الخدمة المتميزة. كان قسم علم النفس المدرسي هو الذي منحها هذه الجائزة.  
ركزت الكثير من أبحاث كريسي على تعليم وتنمية الأطفال ذوي الإعاقات الذهنية. وقالت إن الأطفال الذين اعتبرت أمهاتهم "ضعيفات الذهن" قادرون على التطور الفكري المتوسط في دور الحضانة، بما يتعارض مع نظريات الذكاء الوراثية.   كثيرًا ما يتم الاستشهاد بأبحاثها مع سكيلز حول موضوع التبني والذكاء فيما يتعلق بتأثير رعاية الأطفال على التنمية. واعتبرت عملها في هذا الموضوع أمرًا بالغ الأهمية لتطوير برامج تعليم "هيد ستارت" والتغييرات في ممارسات التبني في الولايات المتحدة. 
وساهمت كريسي أيضًا في فكرة أن التنمية هي صورة معقدة، بدلاً من الفكرة التي تم تصورها سابقًا بأنها بسيطة.
انضمت كريسي إلى جمعية علم النفس الأمريكية في عام 1938. كانت واحدة من ثمانية وأربعين مشاركًا في مؤتمر ثاير لعام 1954، والذي ساعد في تحديد مجال علم النفس المدرسي رسميًا وتكوين إجماع حول التدريب الميداني والوظائف الرئيسية. كان المؤتمر حدثًا محوريًا في تاريخ علم النفس المدرسي. في عام 1972، حصلت ماري سكوداك كريسي على جائزة الخدمة المتميزة من الجمعية الأمريكية لعلم النفس من قسم علم النفس المدرسي. 
اعتبر هذا المؤتمر نقطة حيوية من حيث احتراف علم النفس المدرسي داخل الولايات المتحدة الأمريكية. كانت كريسي تعتبر شخصية بارزة فيما يتعلق بتطور علم النفس المدرسي.
في الخامس من ديسمبر في عام 2000 توفيت ماري سكوداك كريسي في فلينت بولاية ميشيغان.
يتم الاحتفاظ بأوراق ماري سكوداك كريسي في أرشيفات تاريخ علم النفس الأمريكي في مركز كامينغز لتاريخ علم النفس في أكرون، أوهايو . 

## المنشورات
- كريسي ، إم إس (1975). التخلف العقلي: الماضي والحاضر والمستقبل. عالم نفس أمريكي ، 30 (8) ، 800-808.
- Crissey، MS، & Rosen، M. (1986). مؤسسات المتخلفين عقلياً: دور متغير في الأزمنة المتغيرة . أوستن ، تكساس: Pro-Ed.
- Scholl ، GT ، Bauman ، MK ، & Crissey ، MS (1969). دراسة النجاح المهني لفئات المعاقين بصرياً: التقرير النهائي . آن أربور ، ميشيغان: كلية التربية بجامعة ميشيغان.
- Skeels H. ، & Skodak ، M. (1965). تقنيات متابعة المردود المرتفع في الميدان. تقارير الصحة العامة ، 80 ، 249-257.
- سكوداك ، م. (1939). الأطفال في دور الحضانة: دراسة النمو العقلي . آيوا سيتي ، آيوا: جامعة أيوا.
- سكوداك ، م. (1950). النمو العقلي للأطفال بالتبني في نفس الأسرة. المدرسة التربوية ومجلة علم النفس الوراثي ، 77 ، 3-9.
- Skodak، M.، & Skeels، HM (1945). دراسة متابعة للأطفال في دور التبني. المدرسة التربوية ومجلة علم النفس الوراثي ، 66 ، 21-58.
- Skodak، M.، & Skeels، HM (1949). دراسة متابعة نهائية لمائة طفل متبنى. المدرسة التربوية ومجلة علم النفس الوراثي ، 75 ، 85-125.
- ويلمان ، ب ، سكيلز ، هـ. ، وسكوداك ، م. (1940). مراجعة فحص ماكنيمار النقدي لدراسات أيوا. النشرة النفسية ، 37 ، 93-111.

## روابط خارجية
- أوراق ماري سكوداك كريسي في مركز كامينغز لتاريخ علم النفس